# Richard Bukacki
Richard Bukacki (* 23. Mai 1946 in Axel; † 12. Januar 2024 in Sint-Niklaas) war ein niederländischer Radrennfahrer.

## Sportliche Laufbahn
Bukacki war im Straßenradsport aktiv. Von 1968 bis 1982 war er Berufsfahrer. Er gewann die Rennen Putte–Mechelen 1968, den Grote Prijs Stad Sint-Niklaas 1972, Gullegem Koerse und Omloop van het Zuidwesten 1975, Fleche Campinoise 1976, Omloop Schelde-Durme und Omloop van de Westkust 1977, Grote Prijs Raf Jonckheere 1980, Circuit de Neeroeteren 1981. Dazu kam eine Reihe von Siegen in Kriterien. Im Omloop van Oost-Vlaanderen 1972 wurde Bukacki Zweiter. Dritter wurde er 1972 im Fleche Halloise, 1973 im Memorial Fred De Bruyne, 1979 im Omloop van de Westkust. In den Rennen der Monumente des Radsports war der 142. Platz im Rennen Mailand–Sanremo 1968 sein bestes Resultat.
In der Vuelta a España 1969 kam Bukacki nicht ins Ziel.

## Erfolge
1969
- Memorial Fred De Bruyne

1970
- eine Etappe MZF Paris-Nizza

1975
- Omloop van het Zuidwesten
- Gullegem Koerse

1977
- Omloop Schelde-Durme

1980
- Grote Prijs Raf Jonckheere